# دبليو 85 (قنبلة نووية)

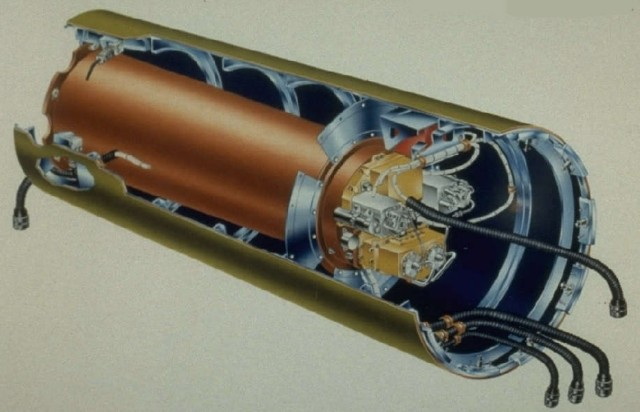
تصميم دبليو 85 (قنبلة نووية)

دبليو 85 هو رأس حربي نووي حراري طورته الولايات المتحدة الأمريكية. يشار إليها بالغالب باسم «الطلب الهاتفي» والتي يمكن ضبطها بين 5 و 80 كيلو طن.

## نظرة عامة
كان الصاروخ دبليو 85 مسلح برأس حربي يبلغ حجمه 400 كيلوطن. وبحلول أوائل السبعينيات كان من الواضح أن هذا كان أكبر من أن يسمح باستخدام الصاروخ كسلاح نووي تكتيكي بحلول هذا الوقت كان 400 كيلوطن أكبر من معظم الرؤوس الحربية الاستراتيجية. تم التعديل مثل العديد من الأسلحة النووية الأمريكية و كان تطوير للقنبلة النووية بي 61.

## المواصفات
كان دبليو 85 عبارة عن اسطوانة 13 بوصة (33 سم) وقطرها 42 بوصة (110 سم). وزن الرأس الحربي 400 كجم.